# Калье-є Азрадж
Калье-є Азрадж (перс. قلعه ازرج) — село в Ірані, у дегестані Енадж, у бахші Каре-Чай, шагрестані Хондаб остану Марказі. За даними перепису 2006 року, його населення становило 552 особи, що проживали у складі 147 сімей.

## Клімат
Середня річна температура становить 12,01 °C, середня максимальна – 30,81 °C, а середня мінімальна – -8,50 °C. Середня річна кількість опадів – 286 мм.
| Клімат поселення                              | Клімат поселення | Клімат поселення | Клімат поселення | Клімат поселення | Клімат поселення | Клімат поселення | Клімат поселення | Клімат поселення | Клімат поселення | Клімат поселення | Клімат поселення | Клімат поселення | Клімат поселення |
| Показник                                      | Січ.             | Лют.             | Бер.             | Квіт.            | Трав.            | Черв.            | Лип.             | Серп.            | Вер.             | Жовт.            | Лист.            | Груд.            |                  |
| Середній максимум, °C                         | 7,39             | 8,93             | 12,39            | 18,44            | 23,60            | 28,71            | 30,81            | 30,54            | 25,63            | 19,66            | 13,34            | 7,97             |                  |
| Середня температура, °C                       | −0,56            | 0,99             | 4,45             | 10,51            | 15,64            | 20,76            | 24,88            | 24,62            | 19,71            | 13,72            | 7,41             | 2,04             |                  |
| Середній мінімум, °C                          | −8,5             | −6,96            | −3,5             | 2,56             | 7,70             | 12,83            | 18,96            | 18,68            | 13,77            | 7,80             | 1,49             | −3,88            |                  |
| Норма опадів, мм                              | 43               | 38               | 51               | 37               | 32               | 6                | 1                | 1                | 0                | 8                | 27               | 42               |                  |
| Середньомісячна швидкість вітру, м/с          | 2.09             | 2.66             | 3.17             | 3.25             | 2.88             | 2.53             | 2.56             | 2.60             | 2.36             | 2.18             | 1.70             | 2.10             |                  |
| Середньомісячна сонячна радіація, кДж/м²·день | 9028             | 12268            | 14779            | 18255            | 22241            | 26949            | 25807            | 24002            | 21137            | 15600            | 10840            | 8811             |                  |
| --------------------------------------------- | ---------------- | ---------------- | ---------------- | ---------------- | ---------------- | ---------------- | ---------------- | ---------------- | ---------------- | ---------------- | ---------------- | ---------------- | ---------------- |
| Джерело:                                      |                  |                  |                  |                  |                  |                  |                  |                  |                  |                  |                  |                  |                  |